# Frank Lloyd Wright
Frank Lloyd Wright (właśc. Frank Lincoln Wright, FLW, ur. 8 czerwca 1867 w Richland Center w stanie Wisconsin, zm. 9 kwietnia 1959 w Phoenix, stan Arizona, USA) – amerykański architekt modernistyczny, jeden z najważniejszych projektantów XX wieku. Tworzył projekty mebli, lamp i witraży.
Czerpał natchnienie z natury, a do swych prac wykorzystywał naturalne materiały budowlane. Choć jego projekty stały się inspiracją dla rozwoju stylu międzynarodowego, nie identyfikował się z nim i nie podzielał fascynacji funkcjonalistyczną sztuką architektoniczną – można go nazwać prekursorem architektury organicznej, czyli wkomponowanej i zespolonej z naturą. Jego budowle charakteryzowała przy prostocie bryły i dużej funkcjonalności rzutu ornamentyka, także w postaci ukrytego ornamentu, nie stronił też od form monumentalnych (Civic Center w Marin County, Kalifornia).

## Życiorys

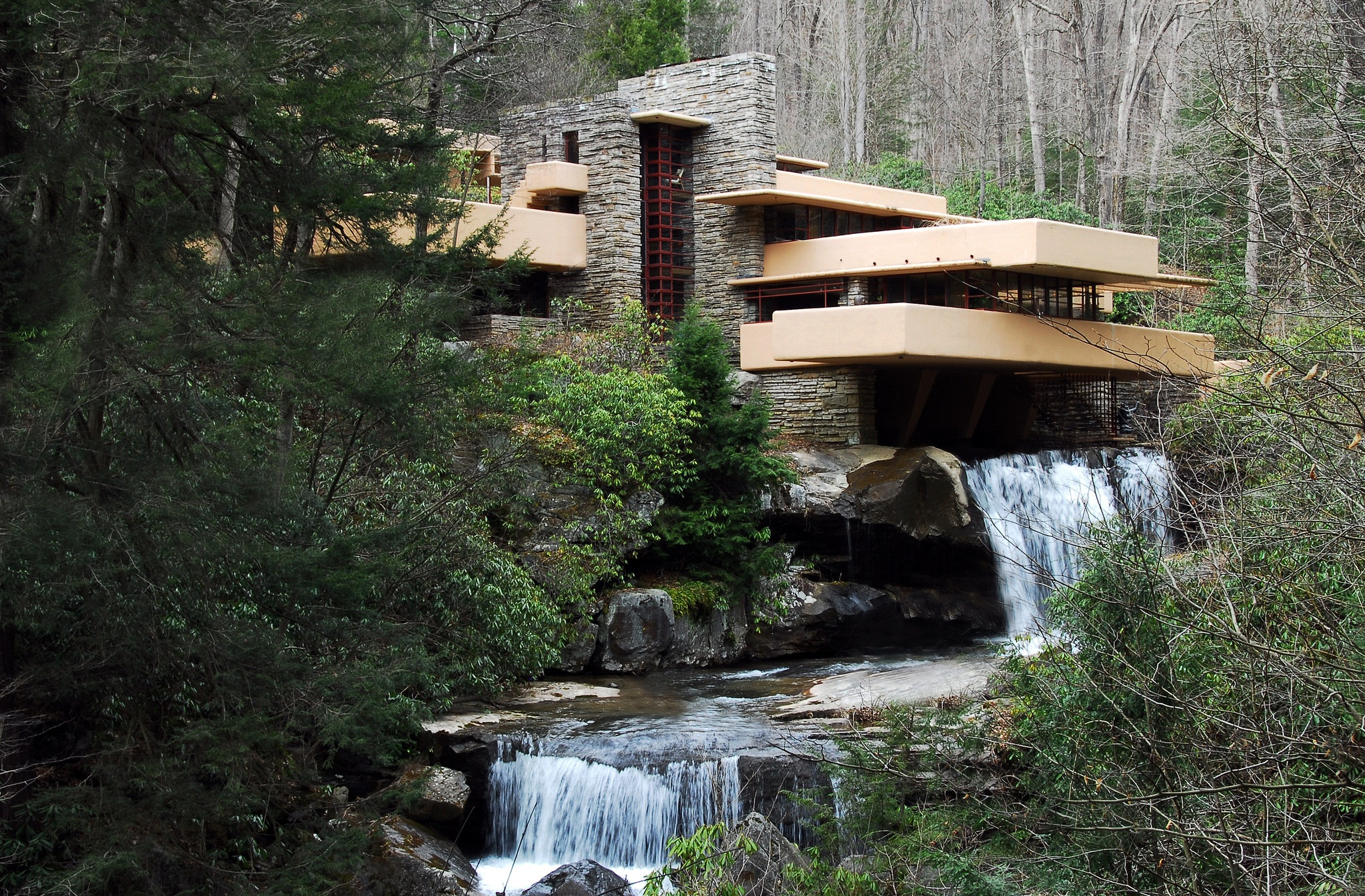
Fallingwater w Pensylwanii, przykład architektury organicznej F. L. Wrighta

W 1885 rozpoczął studia inżynierskie na Uniwersytecie Stanowym Wisconsin, był członkiem bractwa Phi Delta Theta. Przerwał naukę w 1887, w 1889 uzyskał jednak dyplom. Szkołę opuścił, by przenieść się do Chicago i podjąć pracę w studio architektonicznym Adler and Sullivan. Od 1890 wykonywał całą pracę projektową w firmie. Odszedł po siedmiu latach i w 1893 założył własną praktykę w Chicago. Do 1901 miał na swoim koncie około 50 ukończonych projektów. Pierwszą żoną Wrighta była Catherine Lee „Kitty” Tobin (1871–1959), z którą miał sześcioro dzieci i którą opuścił w 1909 dla Marthy „Mamah” Borthwick (1869–1914), tragicznie zmarłej podczas pożaru w ich domu Taliesinie. Historia ich związku opisana jest w książce Nancy Horan: „Kochając Franka”. W 1922 roku poślubił Maude „Miriam” Noel, swoją współpracownicę. Małżeństwo rozpadło się już po roku. W 1928 roku Wright ożenił się z Olgivanną Hinzenberg, uczennicą G.I. Gurdżijewa, który gościł parę razy w Taliesinie. Jego spotkanie z Wrightem opisuje Robert Lepage w „Geometrii cudów”.
W latach 1901–1911 projektował domy w stylu preriowym („Prairie Houses”), nazywane tak ze względu na ich dopasowanie do krajobrazu w okolicach Chicago. Wright odegrał również ważną rolę w tworzeniu koncepcji „planu otwartego” dla wnętrz.
W 1911 r. zaprojektował własny dom-studio tzw. Taliesin (od imienia walijskiego poety z VI w., dosłownie oznacza „błyszcząca brew”), w pobliżu Spring Green w stanie Wisconsin. Kompleks ten był jednokondygnacyjną strukturą na planie litery L, z jednej strony wychodzącą na jezioro, w drugiej części mieszczącą studio Wrighta. Taliesin było dwukrotnie niszczone przez pożar. Obecny budynek zwany jest Taliesin III. W latach trzydziestych Wright zaprojektował zimowe studio w Arizonie – Taliesin West.

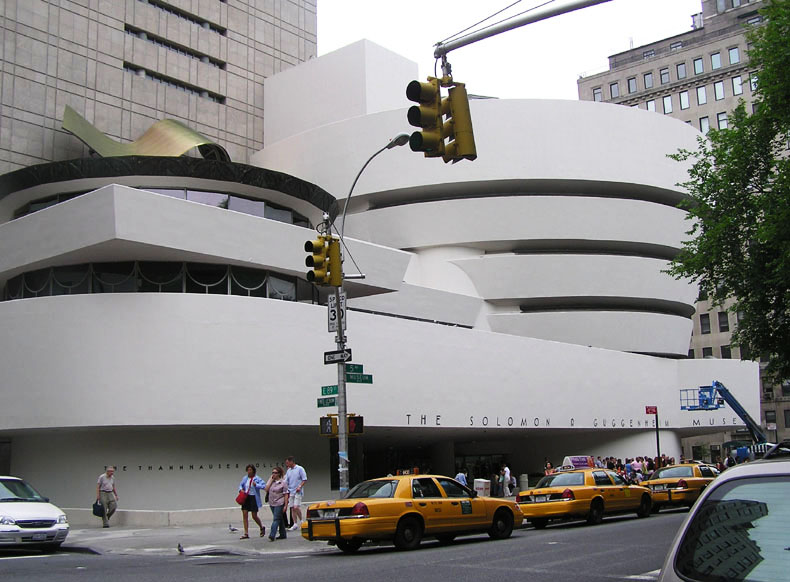
F. Lloyd Wright, Muzeum Guggenheima w Nowym Jorku

Jedną ze słynniejszych konstrukcji autorstwa FLW jest Fallingwater, budowany w latach 1935-1939 dla E.J. Kaufmanna w Bear Run, w stanie Pensylwania. Według pomysłu Wrighta domownicy powinni znaleźć się jak najbliżej natury; stąd pod częścią domu, na który składa się seria wolnonośnych balkonów i tarasów, przepływa strumień. Do budowy elementów pionowych wykorzystano kamień, do elementów poziomych – beton.
Najbardziej znanym zrealizowanym projektem Wrighta było Muzeum Guggenheima w Nowym Jorku. Budowla w kształcie białej spirali powstawała przez 17 lat (1942–1959). Wznosi się przy Piątej Alei. Niezwykła geometria scentralizowanego wnętrza umożliwia zwiedzającym przemieszczanie się po łagodnie opadającej spiralnej rampie podczas oglądania wystaw czasowych.

## Projekty
- Coonley House w Riversides, powstaje około 1907 r., z pomieszczeniami pozbawionymi prawie zupełnie drzwi, otwartych do siebie i wyznaczanych przez ruchome ścianki, taśmowe „fryzy”, kąty widzenia i zmienne efekty perspektywistyczne tworzą „wędrującą” przestrzeń. Wright stosuje przemiennie partie murów lub drewna i szkła występującego również w narożnikach, uzyskując zaskakujące efekty świetlne[6].
- Oak Park House i Studio ma strukturę mistyczną i funkcjonalną. Punktem centralnym był kominek i kuchnia, ośrodek gastronomiczno-grzewczy, od którego rozchodziły się promieniście inne pomieszczenia spełniające swoje funkcje w miarę powiększania się rodziny Wrighta. Wszystkie pomieszczenia zdobione są ornamentacyjną japońszczyzną typową dla Art Nouveau, połączone w jedną przestrzeń, dzielone ruchomymi ściankami. Zarys poszczególnych pomieszczeń wyznaczała umieszczona na wysokości 2,1 metra pozioma taśma drewniana[7].
- gmach administracji handlowo-przemysłowego przedsiębiorstwa Larkin Company w Buffalo z 1904 roku. Układ ceglanych bloków, symetrycznie zgrupowanych wedle dwóch krzyżujących się osi, nie bez dyskretnego wkładu secesji, z technicznymi ulepszeniami, jak ścianki wiszące i metalowe meble. Prosta forma i wystrój, klimatyzacja, otwarte galerie zawierające biura i doświetlone przez dachowy świetlik, umeblowanie konstruktywistyczne, wskazuje na łączenie indywidualnego stylu w kierunku modernizmu[8].
- kościół Unitarianów w Oak Park łącznie z salą zebrań parafialnych, powstał w 1906 roku. Układ jest całkowicie osiowy, obie części wiąże łącznik o charakterze wspólnego przedsionka. Całość ma charakter bardzo umiarkowanej secesji. Sposób formowania graniastych brył, płaskie, silnie wysunięty gzymsy przypominają żywo Olbricha Salon Secesji w Wiedniu[9].
- Imperial Hotel w Tokio na osobiste zlecenie cesarza. Techniczne rozwiązanie zabezpieczające budynek przed częstymi trzęsieniami ziemi w Japonii uzyskał Wright poprzez właściwą budowę fundamentów i oryginalną konstrukcję partii naziemnej: w mule osadził pale utrzymujące całą strukturę. Składający się z szeregu budynków i przesycony silnym ładunkiem emocjonalnym hotel był podporządkowany klasycznej osi głównej, co stanowi egzotyczną interpretację typowego układu pałacowego z XVII i XVIII w. Dzięki olbrzymiej liczbie brył, ryzalitów, uskoków, gzymsów i okapów, poprzez wieloplanowe, barwne, wykładane cegłą i rzeźbioną lawą, mocno egzotyczne wnętrza, swobodę operowania formą spójność i równowagę plastyczną, dostrzec można przenikanie się wielu stylów[10]
- zespół fabryczny chemicznej firmy S.C. Johnson w Racine, budowany w latach 1936–1939, gdzie zastosowane zostały najnowsze konstrukcje. Hala biurowa nakryta jest szkłem na żelbetonowych elementach stropów grzybkowych oraz wieża laboratoryjna sześciopiętrowa, na całym niemal obwodzie każdego piętra przeszklona. Oświetlenie zapewniały świetlikowe rury ze szkła pyreksowego oraz przeszklone ściany wewnętrzne, przez które światło przenikało łagodnie, ale skutecznie, zapewniając dobre warunki pracy[11]
- gmach Muzeum Guggenheima w Nowym Jorku (1943-59)[12]
- W 1955 r. buduje wieżowiec Price Tower w Bartesville, stan Oklahoma o wysmukłej sylwetce. W koncepcji tej połączone zostały funkcje biurowe i mieszkalne, konstrukcję stanowił stalowo-betonowy trzon biegnący przez wszystkie 19 kondygnacji, do którego przymocowano wspornikowo stopy poszczególnych poziomów, podobne do gałęzi drzewa. Żelbetonowe elementy zrównoważone zostały pod względem kolorystycznym przez rozległe zastosowanie miedzi, której charakterystyczna zielona barwa pojawiła się na daszkach pod oknami, balkonach i żaluzjach, abstrakcyjne ozdoby wykonane w emaliowanym metalu[13].
- Pod koniec życia projektuje synagogę Beth-Szolom w Elkins Park (1954), nakrytą bardzo stromym dachem z rodzajem żabek na zewnętrznych krokwiach, ma w sobie coś wschodniego, choć ani jeden szczegół nie przypomina arabsko-bizantyjskich synagog europejskich z czasów eklektyzmu. Wnętrze w swym charakterze przypomina namiot, przedsionek prowadzi do kaplicy i dwóch pokojów wypoczynkowych, natomiast do głównego audytorium i centrum modlitwy dochodzi się po schodach bezpośrednio skierowanych w stronę Arki, przed którą umieszczono zestawy siedzeń ustawione pod różnymi kątami określonymi przez wznoszący się dach i zróżnicowane poziomy podłogi. Półprzeźroczysty dach zapewnił miękkie światło, zmieniające się wraz z upływem dnia, natomiast nocą w budowli stosowane jest sztuczne oświetlenie[14].